# Uprawnienia budowlane w Polsce
Uprawnienia budowlane (pol. budowlany – związany z budową, wznoszeniem obiektu budowlanego) – certyfikat wydawany w formie decyzji odpowiedniej komisji kwalifikacyjnej zezwalający na działalność w zakresie pełnienia samodzielnych funkcji technicznych w budownictwie, polegających na projektowaniu lub kierowaniu robotami budowlanymi.

## Uprawnienia budowlane w polskim prawie budowlanym
W Polsce uprawnienia budowlane wydawane są przez komisje kwalifikacyjną właściwej izby samorządu zawodowego (Izby Architektów RP lub Polskiej Izby Inżynierów Budownictwa) w formie decyzji administracyjnej.
Samorządy te działają na podstawie ustawy Prawo budowlane oraz ustawy o samorządach zawodowych architektów i inżynierów budownictwa. Do czasu powołania samorządów zawodowych uprawnienia budowlane wydawano w Polsce w formie decyzji administracyjnej odpowiednich urzędów.
Historia uprawnień budowlanych w polskim prawie budowlanym
Historia uprawnień budowlanych w Polsce sięga roku 1928 kiedy to pojawiło się rozporządzenie Prezydenta Rzeczypospolitej Polskiej z dnia 16 lutego 1928 r. o prawie budowlanem i zabudowaniu osiedli.
Źródła prawne
Podstawowe regulacje prawne dotyczące uprawnień budowlanych zawarte są w Prawie Budowlanym (PB). Ustawa ta reguluje podstawowe zagadnienia związane z uprawnieniami budowlanymi oraz daje delegację ustawową do wydania odpowiednich rozporządzeń wykonawczych, m.in. w zakresie trybu nadawania uprawnień, wymagań i specjalności itp. kwestii. Kwestie uprawnień budowlanych uregulowane są w rozdziale 2 Prawa budowlanego mówiącym o samodzielnych funkcjach technicznych w budownictwie, obejmującym od art. 12 do art. 16 PB.
Uprawienia budowlane stanowią jeden z podstawowych wymogów umożliwiających pełnienie samodzielnej funkcji technicznej w budownictwie. W przeszłości był to jedyny dokument wymagany do pełnienia takich funkcji.
Zgodnie z art. 12 ust. 2 PB uprawnienia budowlane wydaje obecnie odpowiedni organ samorządu zawodowego, w formie decyzji administracyjnej, a więc w odpowiednim trybie kodeksu postępowania administracyjnego.
Uzyskanie uprawnień budowlanych
Jak już podano wyżej, zgodnie z art. 12 ust. 2 uprawnienia budowlane nadaje obecnie odpowiedni organ samorządu zawodowego (wcześniej różne organy administracji publicznej, przed wprowadzeniem samorządów zawodowych – izb, np. wojewoda), według kompetencji określonych w przepisach odrębnych. Aby móc uzyskać uprawienia budowlane, należy spełnić odpowiednie warunki zdefiniowane w samej ustawie oraz przepisach szczególnych, tj. rozporządzeniu ministra właściwego ds. architektury i budownictwa.
Wymogi podstawowe zawarte w ustawie Prawo budowlane (PB) są różne w zależności od specjalności i zakresu. Ogólnie wymogi dotyczą:
- posiadania wykształcenia wyższego (bądź średniego), w odpowiedniej lub pokrewnej (art. 14 ust. 3 PB),
- odbycia praktyki na budowie oraz przy sporządzaniu projektów przez odpowiedni okres (art. 14 ust. 3 PB),
- złożenie egzaminu (art. 12 ust. 3 PB),

W art. 16 PB zawarte są delegacje ustawowe do wydania stosownego rozporządzenia określającego szczegółowe wymagania i procedury uzyskania uprawnień budowlanych.
Specjalność, zakres, rodzaj uprawnień
Generalnie istnieją dwa rodzaje uprawnień (art. 13 PB):
- do projektowania,
- do kierowania robotami budowlanymi,
- do projektowania i kierowania robotami budowlanymi.

Dla poszczególnych rodzajów uprawnień w art. 14 ust. 3 PB określone są odrębne wymogi ich uzyskania.
Uprawnienia wydaje się:
- bez ograniczeń,
- w ograniczonym zakresie.

Uprawnienia bez ograniczeń uprawniają do pełnienia samodzielnych funkcji technicznych w budownictwie, w danej specjalności i rodzaju, dla każdego obiektu. Natomiast ograniczony zakres uprawnia do pełnienia tych funkcji tylko dla prostych, typowych i niewielkich obiektów zdefiniowanych w przepisach. W tym przypadku są mniejsze wymagania do uzyskania takich uprawnień co do posiadanego wykształcenia (wyższego inżynierskiego).
Uprawnienia nadawane są w specjalnościach (wymienionych w art. 14 ust. 1 PB), w ramach których można dodatkowo wyodrębnić specjalizację (art. 14 ust. 2 PB).
Według Polskiej Izby Inżynierów Budownictwa (PIIB) w roku 2012 w sesjach wiosennych i jesiennych ogółem przystąpiło 5778 magistrów inż. budownictwa, z czego egzaminy ustne i testowe pomyślnie zdało 4921 osób
Specjalności:
- architektoniczna
- konstrukcyjno-budowlana
- inżynieryjnej:  
  - mostowej,
  - drogowej,
  - kolejowej,
  - hydrotechnicznej,
  - wyburzeniowej;
- instalacyjnej w zakresie sieci, instalacji i urządzeń:
  - telekomunikacyjnych,
  - cieplnych, wentylacyjnych, gazowych, wodociągowych i kanalizacyjnych (tzw. „sanitarna”),
  - elektrycznych i elektroenergetycznych (tzw. „elektryczna”).

Inne zasady
Zasady wynikające z prawa budowlanego:
- uprawienia budowlane nadawane są wyłącznie osobie fizycznej,
- koszty postępowania kwalifikacyjnego ponosi osoba ubiegająca się nadanie uprawnień budowlanych (art. 12 ust. 5 PB),
- umowy międzynarodowe mogą przewidywać inny tryb nadawania uprawnień niż określony w prawie budowlanym (art. 12b PB),

## Wymagania dotyczące wykształcenia i wymaganego okresu praktyki zawodowej
Uprawnienia projektowe
Uzyskanie uprawnień projektowych bez ograniczeń wymaga:
1. ukończenia studiów drugiego stopnia na kierunku odpowiednim dla danej specjalności
2. odbycia rocznej praktyki przy sporządzaniu projektów
3. odbycia rocznej praktyki na budowie

Uzyskanie uprawnień projektowych w ograniczonym zakresie wymaga:
1. ukończenia studiów pierwszego stopnia na kierunku odpowiednim dla danej specjalności lub studiów drugiego stopnia na kierunku pokrewnym dla danej specjalności
2. odbycia rocznej praktyki przy sporządzaniu projektów
3. odbycia rocznej praktyki na budowie

Uprawnienia wykonawcze
Uzyskanie uprawnień do kierowania robotami budowlanymi bez ograniczeń wymaga:
1. ukończenia studiów drugiego lub pierwszego stopnia na kierunku odpowiednim dla danej specjalności
2. odbycia półtorarocznej praktyki na budowie – dla kandydatów, którzy ukończyli studia drugiego stopnia na kierunku odpowiednim dla danej specjalności
3. odbycia trzyletniej praktyki na budowie – dla kandydatów, którzy ukończyli studia pierwszego stopnia na kierunku odpowiednim dla danej specjalności

Uzyskanie uprawnień do kierowania robotami w ograniczonym zakresie wymaga:
1. ukończenia studiów drugiego stopnia na kierunku pokrewnym dla danej specjalności lub studiów pierwszego stopnia na kierunku odpowiednim dla danej specjalności, lub studiów pierwszego stopnia na kierunku pokrewnym dla danej specjalności, lub posiadania tytułu zawodowego technika lub mistrza albo dyplomu zawodowego, albo dyplomu potwierdzającego kwalifikacje zawodowe w zawodzie nauczanym na poziomie technika w zawodach związanych z budownictwem w zakresie odpowiednim dla danej specjalności
2. odbycia półtorarocznej praktyki na budowie – dla kandydatów, którzy ukończyli studia drugiego stopnia na kierunku pokrewnym dla danej specjalności lub studia pierwszego stopnia na kierunku odpowiednim dla danej specjalności
3. odbycia trzyletniej praktyki na budowie – dla kandydatów, którzy ukończyli studia pierwszego stopnia na kierunku pokrewnym dla danej specjalności
4. odbycia czteroletniej praktyki na budowie – dla osób z tytułem zawodowym technika lub mistrza lub posiadaczy dyplomu potwierdzającego odpowiednie kwalifikacje zawodowe

Uprawnienia projektowe i wykonawcze
Uzyskanie uprawnień do projektowania i kierowania robotami budowlanymi bez ograniczeń wymaga:
1. ukończenia studiów drugiego stopnia na kierunku odpowiednim dla danej specjalności
2. odbycia rocznej praktyki przy sporządzaniu projektów
3. odbycia półtorarocznej praktyki na budowie

Uzyskanie uprawnień do projektowania i kierowania robotami budowlanymi w ograniczonym zakresie wymaga:
1. ukończenia studiów pierwszego stopnia na kierunku odpowiednim dla danej specjalności lub studiów drugiego stopnia na kierunku pokrewnym dla danej specjalności
2. odbycia rocznej praktyki przy sporządzaniu projektów
3. odbycia półtorarocznej praktyki na budowie

## Uprawnienia budowlane w niemieckim prawie budowlanym
W Niemczech do wydawania certyfikatów budowlanych powołano izbę inżynierów-bau (niem. bau – budowa, gmach). Jedną z podstawowych różnic między polskim a niemieckim systemem jest to, że specjalność odpowiadającą polskiej specjalności architektonicznej wydają wyłącznie niemieckie izby inżynierów, a niemieckie izby architektów nadają tytuły zawodowe architekt, architekt wnętrz i architekt krajobrazu oraz zrzeszają także osoby zwane „Stadplanner” (urbanista).

## Egzaminy
Egzamin na uprawnienia budowlane składa się z części pisemnej i ustnej. Egzamin pisemny przeprowadzany jest w całej Polsce w jednakowym czasie. Osoby, które uzyskały pozytywny wynik z części pisemnej, mogą przystąpić do części ustnej egzaminu, która odbywa się w kolejnych dniach po zakończeniu egzaminu pisemnego. Szczegółowy program egzaminów jest ustalany i publikowany przez Krajową Komisję Kwalifikacyjną właściwej izby samorządu zawodowego.

### Nadawanie uprawnień budowlanych w innej specjalności lub w innym zakresie niż posiadane
1. Zestawy pytań – dla osób, które legitymują się posiadaniem uprawnień budowlanych i ubiegają się o nadanie uprawnień budowlanych innego rodzaju lub w innym zakresie niż posiadane – przygotowuje się indywidualnie, uwzględniając rodzaj i zakres posiadanych uprawnień budowlanych oraz termin ich uzyskania.
2. Obowiązujący zakres i forma egzaminu ustalane są każdorazowo w postępowaniu kwalifikacyjnym według następujących zasad:
·       w celu nadania uprawnień do projektowania i kierowania robotami budowlanymi bez ograniczeń (łącznie) przeprowadza się:
a) egzamin pisemny (test) trwający 115 minut, w którym do uzyskania pozytywnego wyniku wymagane jest udzielenie poprawnych odpowiedzi na co najmniej 57 pytań, obejmujący test złożony z 75 pytań testowych dotyczących nowych przepisów ogólnych oraz rodzaju i zakresu uprawnień, w tym:
– 50 pytań z ustawy Prawo budowlane oraz innych ustaw odpowiadających zakresowi specjalności uprawnień budowlanych, o które kandydat się ubiega, a także aktów wykonawczych wydanych na ich podstawie,
– 25 pytań z warunków bezpieczeństwa i higieny pracy przy wykonywaniu robót budowlanych,
b) egzamin ustny, w którym do uzyskania pozytywnego wyniku wymagane jest przyznanie co najmniej 27 punktów na 40 możliwych, obejmujący zestaw 8 pytań w tym:
– 3 pytania z umiejętności praktycznego stosowania wiedzy technicznej przy wykonywaniu praktyki zawodowej,
– 4 pytania z zakresu specjalności uprawnień budowlanych, o które kandydat się ubiega,
– 1 pytanie obejmujące część praktyczną, polegającą na wykonaniu zadań projektowych albo rozwiązaniu zagadnienia z zakresu prowadzenia budowy;
·       w celu nadania uprawnień do projektowania lub do kierowania robotami budowlanymi bez ograniczeń (rozdzielnie) przeprowadza się:
a) egzamin pisemny (test) trwający 90 minut, w którym do uzyskania pozytywnego wyniku wymagane jest udzielenie poprawnej odpowiedzi na co najmniej 45 pytań, obejmujący test złożony z 60 pytań testowych dotyczących nowych przepisów ogólnych oraz rodzaju i zakresu uprawnień, w tym:
– 40 pytań z ustawy Prawo budowlane oraz innych ustaw odpowiadających zakresowi specjalności uprawnień budowlanych, o które kandydat się ubiega, a także aktów wykonawczych wydanych na ich podstawie,
– 20 pytań z warunków bezpieczeństwa i higieny pracy przy wykonywaniu robót budowlanych,
b) egzamin ustny, w którym do uzyskania pozytywnego wyniku wymagane jest przyznanie co najmniej 20 punktów na 30 możliwych, obejmujący zestaw 6 pytań w tym:
– 2 pytania z umiejętności praktycznego stosowania wiedzy technicznej przy wykonywaniu praktyki zawodowej,
– 3 pytania z zakresu specjalności uprawnień budowlanych, o które kandydat się ubiega,
– 1 pytanie obejmujące część praktyczną, polegającą na wykonaniu zadań projektowych albo rozwiązaniu zagadnienia z zakresu prowadzenia budowy;
·       w celu nadania uprawnień do projektowania i do kierowania robotami budowlanymi w ograniczonym zakresie (łącznie) przeprowadza się:
a) egzamin pisemny (test) trwający 70 minut, w którym do uzyskania pozytywnego wyniku wymagane jest udzielenie poprawnych odpowiedzi na co najmniej 34 pytania, obejmujący test złożony z 45 pytań testowych dotyczących nowych przepisów ogólnych oraz rodzaju i zakresu uprawnień w tym:
– 30 pytań z ustawy Prawo budowlane oraz innych ustaw odpowiadających zakresowi specjalności uprawnień budowlanych, o które kandydat się ubiega, a także aktów wykonawczych wydanych na ich podstawie,
– 15 pytań z warunków bezpieczeństwa i higieny pracy przy wykonywaniu robót budowlanych,
b) egzamin ustny, w którym do uzyskania pozytywnego wyniku wymagane jest przyznanie co najmniej 20 punktów na 30 możliwych, obejmujący zestaw 6 pytań, w tym:
– 2 pytania z umiejętności praktycznego stosowania wiedzy technicznej przy wykonywaniu praktyki zawodowej,
– 3 pytania z zakresu specjalności uprawnień budowlanych, o które kandydat się ubiega,
– 1 pytanie obejmujące część praktyczną, polegającą na wykonaniu zadań projektowych albo rozwiązaniu zagadnienia z zakresu prowadzenia budowy;
·       w celu nadania uprawnień do projektowania lub do kierowania robotami budowlanymi w ograniczonym zakresie (rozdzielnie) przeprowadza się:
a) egzamin pisemny (test) trwający 45 minut, w którym do uzyskania pozytywnego wyniku wymagane jest udzielenie poprawnej odpowiedzi na co najmniej 23 pytania, obejmujący test złożony z 30 pytań testowych dotyczących nowych przepisów ogólnych oraz rodzaju i zakresu uprawnień w tym:
– 20 pytań z ustawy Prawo budowlane oraz innych ustaw odpowiadających zakresowi specjalności uprawnień budowlanych, o które kandydat się ubiega, a także aktów wykonawczych wydanych na ich podstawie,
– 10 pytań z warunków bezpieczeństwa i higieny pracy przy wykonywaniu robót budowlanych,
b) egzamin ustny, w którym do uzyskania pozytywnego wyniku wymagane jest przyznanie co najmniej 17 punktów na 25 możliwych, obejmujący zestaw 5 pytań, w tym:
– 2 pytania z umiejętności praktycznego stosowania wiedzy technicznej przy wykonywaniu praktyki zawodowej,
– 2 pytania z zakresu specjalności uprawnień budowlanych, o które kandydat się ubiega,
– 1 pytanie obejmujące część praktyczną, polegającą na wykonaniu zadań projektowych albo rozwiązaniu zagadnienia z zakresu prowadzenia budowy.

## Inne uprawnienia związane z placem budowy
Uprawnienia dla operatorów podestów ruchomych przejezdnych (dawniej IP). 
Wielu pracowników budowlanych pracujących na wysokościach posiada konieczne uprawnienia do operowania podestami ruchomymi. Są to m.in. podnośniki koszowe przeznaczone do dźwigania jedynie osób bądź osób wraz z narzędziami. 
Uprawnienia wydają w Polsce dwie instytucje: Urząd Dozoru Technicznego i Transportowy Dozór Techniczny. Pracownik zdaje egzamin państwowy w jednej z tych instytucji, otrzymując zaświadczenia kwalifikacyjne od urzędu, u którego sprawdzian się odbył. Od dnia 1 czerwca 2019 uprawniania są ważne 5 lat z opcją przedłużenia na 10 lat. Zaświadczenia kwalifikacyjne wydane przez inny niż Polska kraj Unii Europejskiej są honorowane przez polski Urząd Dozoru Technicznego (UDT). O uznaniu zaświadczeń kwalifikacyjnych wydanych w Polsce przez UDT decyduje  samodzielnie każdy kraj członkowski Unii Europejskiej.  
Uprawnienia na wózki jezdniowe podnośnikowe z mechanicznym napędem podnoszenia z wysięgnikiem oraz wózki jezdniowe podnośnikowe z mechanicznym napędem podnoszenia z osobą obsługującą podnoszoną wraz z ładunkiem (dawniej WJO)
To uprawnienia na ładowarkę przenośnikową przeznaczoną do podnoszenia ładunków. Uprawnienia wydawane są przez UDT.
Uprawnienia dla operatora koparki
Instytut Mechanizacji Budownictwa i Górnictwa Skalnego
Uprawnienia spawalnicze
Instytut Spawalnictwa
Uprawnienia elektryczne, Uprawnienia energetyczne, Uprawnienia gazowe
Stowarzyszenie Elektryków Polskich